# Хайдарбек аль-Гиничуки
Хаджи Хайдарбек ал-Гиничуки (Геничутлинский; 1829; сел. Геничутль, Аварское ханство ― 1883; Аравия, Османская империя) ― аварский (хунзахский) учёный-богослов, автор ряда историко-биографических и исторических очерков. Сын аварского узденя Умар-хаджи.
Геничутлинский писал арабской рифмованной прозой. Его очерки представляют собой разделённые на главы произведения с хроникальным сюжетом. Повествовал на основе устных преданий и различных рукописей местного происхождения. Также описывал события, очевидцем которых являлся сам. Переводы его очерков с арабского языка на русский были опубликованы в 1992 году в сборнике под названием «Хайдарбек Геничутлинский. Историко-биографические и исторические очерки».

## Семья и происхождение
Хайдарбек родился в 1829 году в селении Геничутль в семье аварского узденя Омара-хаджи (сын Хамзы, сына Али, сына Хасана). У Хайдарбека было два брата: Бац-Ахмад и Хамза Геничутлинский ― арабский писарь Аварского ханства. Подобно своему брату, Хамза был выдающимся знатоком традиционного круга арабо-мусульманских наук.
Жена Хайдарбека ― Хандулай Хаджи (род. 1842), являлась дочерью Дибира Инквачилава, аварского наиба Имама Шамиля, и его первой жены Халун, приходившейся тетей Максуду Алиханову-Аварскому. Вместе они вырастили троих детей: Хосен Хаджи, Абдулсалам и Абумуслим.
Его брат Хамза также оставил богатое потомство, к числу которых относится и народная поэтесса Дагестана Фазу Гамзатовна Алиева.